# Acleris comariana
Acleris comariana là một loài bướm đêm thuộc họ Tortricidae. Nó được tìm thấy ở châu Âu, the Kavkaz, Amur, Kamchatka, Trung Quốc, Hàn Quốc và Nhật Bản.
Sải cánh dài 13–18 mm.
Ấu trùng ăn dâu tây trồng và mọc hoang và các loài cây liên quan và có thể trở thành một loài gây hại cho các cánh đồng dâu tây.